# Pont-Hébert
Pont-Hébert é uma comuna francesa na região administrativa da Normandia, no departamento da Mancha. Estende-se por uma área de 14,95 km². Em 2010 a comuna tinha 2 142 habitantes (densidade: 143,3 hab./km²).